# Distoleon subpunctatus
Distoleon subpunctatus är en insektsart som först beskrevs av Jules Pièrre Rambur 1842.  Distoleon subpunctatus ingår i släktet Distoleon och familjen myrlejonsländor. Inga underarter finns listade i Catalogue of Life.